# Nike Javelin
Nike Javelin ist die Bezeichnung einer zweistufigen amerikanischen Höhenforschungsrakete. Zwischen 1964 und 1978 wurde die Nike Javelin 34 mal gestartet. Die Gipfelhöhe der Nike Javelin beträgt 130 km, der Startschub 217.000 kN, die Startmasse 900 kg, der Durchmesser 0,42 m und die Länge 8,20 m.